# Trikala
Trikala (in greco Τρίκαλα?, Tríkala; in italiano anche Triccala) è una città della Grecia nella Tessaglia (unità periferica omonima) con 81 355 abitanti secondo i dati del censimento 2011.
A seguito della riforma amministrativa detta programma Callicrate in vigore dal gennaio 2011 che ha abolito le prefetture e accorpato numerosi comuni, la superficie del comune è passata da 69,2 a 608 km² e la popolazione da 51 862 a 78 817 abitanti.

## Storia
Nella Grecia Antica, la città era chiamata Τρίκκα, Tríkka o Τρίκκη, Tríkkē ed era parte della tetrade di Estiotide. Viene menzionata nel Catalogo delle navi, nel secondo libro dell'Iliade di Omero (II, 729) che elenca i contingenti dell'esercito acheo giunti a Troia in nave; appare fra le città del contingente comandato da Macaone e Podalirio. Una tradizione locale, ripresa da Strabone, ne fa la città natale del dio della medicina Asclepio, che sarebbe anche il padre di Podalirio.

## Amministrazione

### Gemellaggi
- Amberg, Germania
- Brașov, Romania
- Chongqing, Cina
- Pjatigorsk, Russia[8]
- Talence, Francia
- Pace del Mela, Italia
- Tucson, Stati Uniti